# Heinz Ritter (Landrat)
Heinz Albert Ernst Ritter (* 21. Juli 1905 in Tübingen; † 1. Oktober 1967) war ein deutscher Landrat.

## Leben
Ritter, Sohn eines Vermessungsrats und evangelischer Konfession, studierte nach dem Besuch des Gymnasiums Tübingen von 1923 bis 1927 Rechtswissenschaften in Tübingen und München. Er war seit 1923 Mitglied der Studentenverbindung Lichtenstein Tübingen. Er legte 1927 die erste und 1930 die zweite höhere Dienstprüfung ab. 1929 wurde er in Tübingen zum Dr. iur. promoviert.
1930 trat er in die württembergische Innenverwaltung ein. Zum 1. Mai 1933 trat er der NSDAP bei (Mitgliedsnummer 3.248.019). Er leitete den Kreis Spaichingen von 1935 bis 1938, zunächst als Amtsverweser und ab 1936 als Landrat. Nach der Auflösung des Kreises Spaichingen wurde als zweiter Beamter zum Landratsamt Esslingen versetzt und behielt die Amtsbezeichnung Landrat. Ab Februar 1939 war er zunächst als Landrat im Landratsamt Schluckenau im Sudetenland und dann bis 1943 ins Generalgouvernement als kommissarischer Kreishauptmann in Opatow/Sandomierz abgeordnet. 1943 wurde er Oberregierungsrat in der württembergischen Innenverwaltung und beim technischen Landratsamt Ludwigsburg. Von 1944 bis 1945 war im Kriegsdienst und -gefangenschaft und danach bis 1946 in US-Internierung. Von 1946 bis 1948 übernahm er verschiedene Aushilfstätigkeiten.
1949 war er zunächst als Angestellter im Finanzministerium Württemberg-Baden und später als Regierungsrat im Finanzministerium Württemberg-Hohenzollern tätig. 1950 wurde er Oberregierungsrat bei der Rechnungskammer Württemberg-Hohenzollern und 1953 Oberregierungsrat im Innenministerium Baden-Württemberg.
1960 wurde er beim Landratsamt Nürtingen kommissarischer und 1962 planmäßiger Erster Landesbeamter.